# Keorapetse Kgositsile
Keorapetse William Kgositsile (Johannesburg, 1938. szeptember 19. – Johannesburg, 2018. január 3.) dél-afrikai költő, politikai aktivista.

## Művei
Verseskötetek
- Spirits Unchained (1969, Detroit)
- For Melba: Poems (1970, Chicago)
- My Name is Afrika (1971)
- Places and Bloodstains: Notes for Ipeleng (1975, Oakland, Kalifornia)
- The Present is a Dangerous Place to Live (1975, Chicago)
- When the Clouds Clear (1990, Johannesburg)
- To the Bitter End (1995, Chicago)
- If I Could Sing: Selected Poems (2002, Roggebaai)
- This Way I Salute You (2004, Fokváros)
- Beyond Words: South African Poetics (2009, Don Matterával, Lebo Mashile-lal és Phillippa Yaa de Villiers-szel)

Egyéb művek
- The Word Is Here: Poetry from Modern Africa (1973, New York, szerkesztő)
- Approaches to Poetry Writing (1994, Chicago)